# Jubínija
Jubínija (en ucraniano: Губиниха, romanizado: Hubynyja) es un pueblo ucraniano perteneciente al óblast de Dnipropetrovsk. Situado en el centro del país, forma parte del raión de Samar y es centro del municipio (hromada) homónimo.

## Toponimia
El nombre del asentamiento en ruso es Gubínija (en ruso: Губиниха). 

## Geografía
Jubínija se encuentra en el río Jubínija, un afluente izquierdo del río Kilchen, 23 km al norte de Samar.  

### Clima
| Parámetros climáticos promedio de Jubinija (1981-2010) | Parámetros climáticos promedio de Jubinija (1981-2010) | Parámetros climáticos promedio de Jubinija (1981-2010) | Parámetros climáticos promedio de Jubinija (1981-2010) | Parámetros climáticos promedio de Jubinija (1981-2010) | Parámetros climáticos promedio de Jubinija (1981-2010) | Parámetros climáticos promedio de Jubinija (1981-2010) | Parámetros climáticos promedio de Jubinija (1981-2010) | Parámetros climáticos promedio de Jubinija (1981-2010) | Parámetros climáticos promedio de Jubinija (1981-2010) | Parámetros climáticos promedio de Jubinija (1981-2010) | Parámetros climáticos promedio de Jubinija (1981-2010) | Parámetros climáticos promedio de Jubinija (1981-2010) | Parámetros climáticos promedio de Jubinija (1981-2010) |
| Mes                                                    | Ene.                                                   | Feb.                                                   | Mar.                                                   | Abr.                                                   | May.                                                   | Jun.                                                   | Jul.                                                   | Ago.                                                   | Sep.                                                   | Oct.                                                   | Nov.                                                   | Dic.                                                   | Anual                                                  |
| ------------------------------------------------------ | ------------------------------------------------------ | ------------------------------------------------------ | ------------------------------------------------------ | ------------------------------------------------------ | ------------------------------------------------------ | ------------------------------------------------------ | ------------------------------------------------------ | ------------------------------------------------------ | ------------------------------------------------------ | ------------------------------------------------------ | ------------------------------------------------------ | ------------------------------------------------------ | ------------------------------------------------------ |
| Temp. máx. media (°C)                                  | -1.4                                                   | -0.8                                                   | 5.4                                                    | 15.0                                                   | 21.7                                                   | 25.1                                                   | 27.4                                                   | 27.0                                                   | 20.9                                                   | 13.3                                                   | 4.7                                                    | -0.2                                                   | 13.2                                                   |
| Temp. media (°C)                                       | -4.0                                                   | -3.9                                                   | 1.4                                                    | 9.5                                                    | 15.9                                                   | 19.4                                                   | 21.5                                                   | 20.7                                                   | 15.1                                                   | 8.5                                                    | 1.6                                                    | -2.7                                                   | 8.6                                                    |
| Temp. mín. media (°C)                                  | -6.7                                                   | -6.9                                                   | -1.9                                                   | 4.6                                                    | 10.0                                                   | 13.9                                                   | 16.1                                                   | 14.5                                                   | 9.9                                                    | 4.4                                                    | -1.0                                                   | -5.4                                                   | 4.3                                                    |
| Precipitación total (mm)                               | 43.0                                                   | 36.9                                                   | 40.3                                                   | 39.4                                                   | 47.5                                                   | 73.7                                                   | 52.9                                                   | 46.6                                                   | 47.2                                                   | 42.1                                                   | 45.4                                                   | 42.0                                                   | 557.0                                                  |
| Días de precipitaciones (≥ 1.0 mm)                     | 9.1                                                    | 7.4                                                    | 7.9                                                    | 6.9                                                    | 7.0                                                    | 8.3                                                    | 7.1                                                    | 5.2                                                    | 6.1                                                    | 5.9                                                    | 7.6                                                    | 8.3                                                    | 86.8                                                   |
| Humedad relativa (%)                                   | 86.7                                                   | 83.8                                                   | 78.3                                                   | 65.6                                                   | 61.7                                                   | 67.5                                                   | 66.7                                                   | 63.3                                                   | 68.6                                                   | 76.5                                                   | 86.3                                                   | 87.3                                                   | 74.4                                                   |
| Fuente: World Meteorological Organization              |                                                        |                                                        |                                                        |                                                        |                                                        |                                                        |                                                        |                                                        |                                                        |                                                        |                                                        |                                                        |                                                        |

## Historia
Jubínija fue fundado en 1704 por el cosaco cosaco Overko Gubin. En 1782 comenzó la construcción de la Iglesia de la Natividad de la Santísima Virgen María, que se completó en 1785. La slobodá de Jubínija era el centro y único asentamiento del vólost de Gubinija del uyezd de Novomoskovsk.
El pueblo sufrió durante el Holodomor de 1932-1933. Sólo en 1933, se registraron 225 muertes en el territorio del consejo de la aldea de Gubinsk, la gran mayoría de ellas por desnutrición y enfermedades asociadas.
Durante la Segunda Guerra Mundial, Jubínija fue ocupado por las tropas de la Wehrmacht del 27 de septiembre de 1941 al 23 de septiembre de 1943. El pueblo obtuvo el estatus de asentamiento de tipo urbano en 1964.
En 2023, Jubínija perdió el estatus de asentamiento de tipo urbano debido a la eliminación de este estatus administrativo.

## Demografía
La evolución de la población de Jubínija entre 1886 y 2022 fue la siguiente:
| 2784                                                          | 4471 | 6256 | 5945 | 6232 | 5971 | 5671 | 5656 | 6335 | 5332 |
| (Fuente: Cities & Towns of Ukraine y UKRAINE: Größere Städte) |      |      |      |      |      |      |      |      |      |

Según el censo de 2001, la lengua materna de la mayoría de los habitantes, el 91,39%, es el ucraniano; del 7,84%, el ruso.

## Infraestructura

### Transporte
El pueblo tiene acceso a la autopista M18 que une Járkov con Zaporiyia y Melitópol y a la autopista M29 que une Dnipró con Járkov. La estación de tren de Jubínija se encuentra en la línea que une Dnipró con Berestin y con otras conexiones con Járkov y Slóviansk.  